# Подводные лодки типа CB
Подводные лодки типа CB (итал. Sommergibili tascabil di Classe CB) — итальянские сверхмалые подводные лодки времён Второй мировой войны. Созданы фирмой Caproni, всего было построено 22 подлодки. Классифицируются как подводные лодки берегового охранения. Оснащены двумя торпедными аппаратами и специальной навигационной башней.

## История

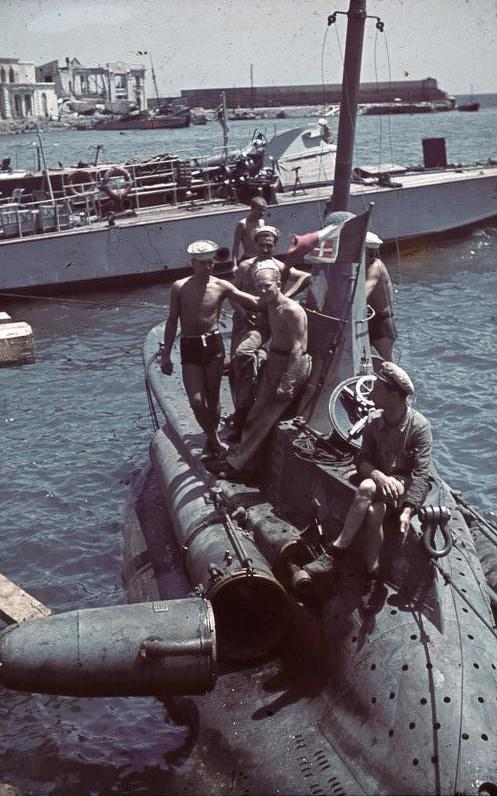
Итальянская сверхмалая подводная лодка типа CB в Крыму (предположительно Севастополь), 1942 год.

В годы Второй мировой войны в реестре числились 22 подводные лодки, из них только 12 были построены до капитуляции Италии, 9 построены после капитуляции.
6 из этих подводных лодок (CB-1…CB-6) воевали против Черноморского флота СССР. 
Итальянская подлодка CB-4 26 августа 1943 года в районе мыса Урет потопила советскую подлодку Щ-203.
После выхода Италии из союза стран «оси» в сентябре 1943 года, 5 уцелевших подводных лодок (CB-1…CB-4 и CB-6), находившихся на тот период в Констанце, конфисковала Румыния. До прихода Красной Армии в августе 1944 года все 5 подлодок были потоплены. Вскоре 4 из них (CB-1…CB-4) были подняты советскими специалистами и изучены, получив в советском флоте обозначение ТМ (ТМ-4…ТМ-7). Впоследствии были утилизированы.
Две подлодки сохранились как музейные экспонаты:
- CB-20 несла службу в составе ВМС Югославии под именем П-901 «Малишан» и ныне представлена как экспонат Загребского технического музея;
- CB-22 была захвачена в Триесте союзниками, и её рубка была отправлена в Триестский музей в 1950 году.